# Cucina occitana

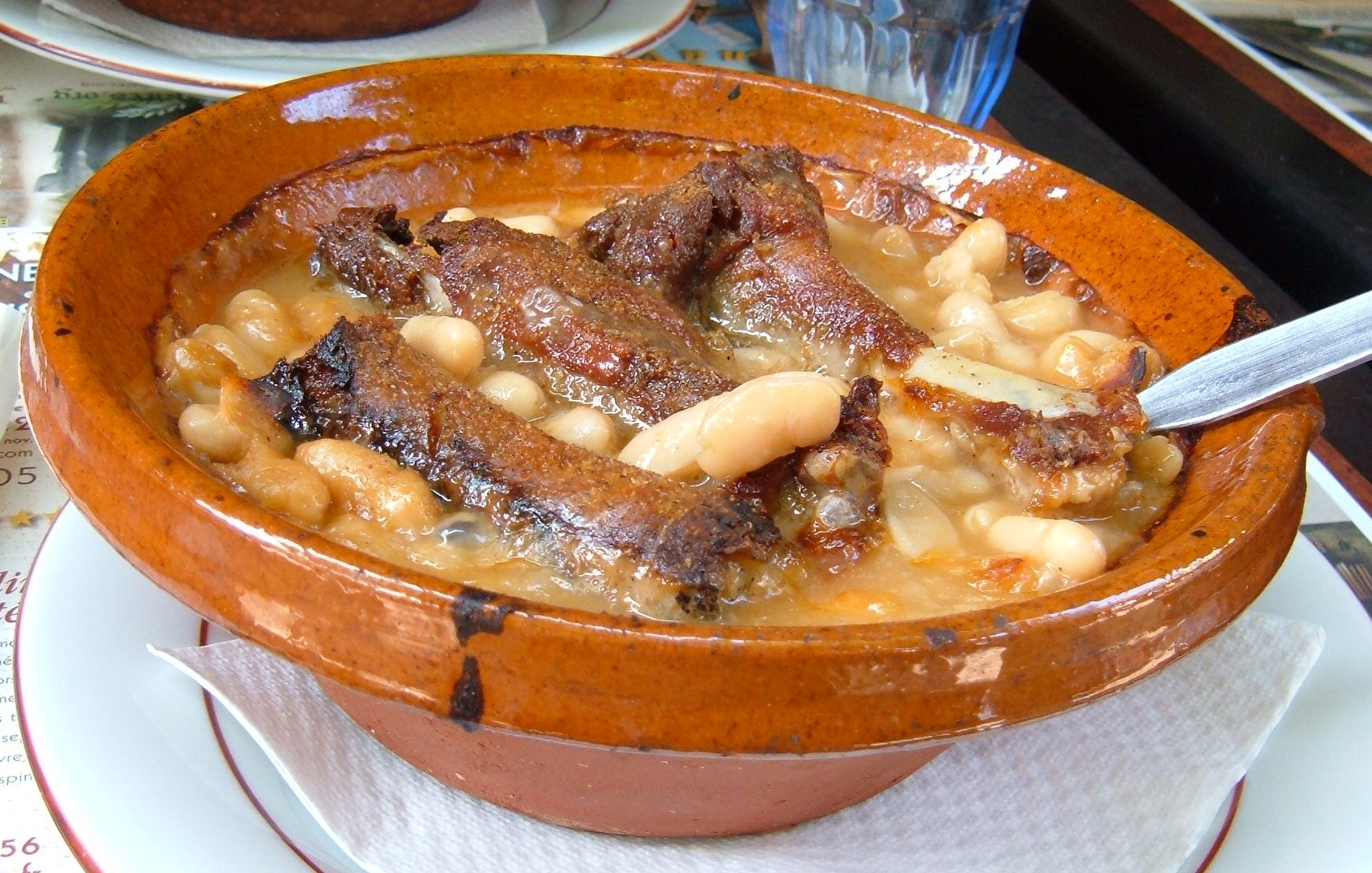
Cassoulet del Languedoc

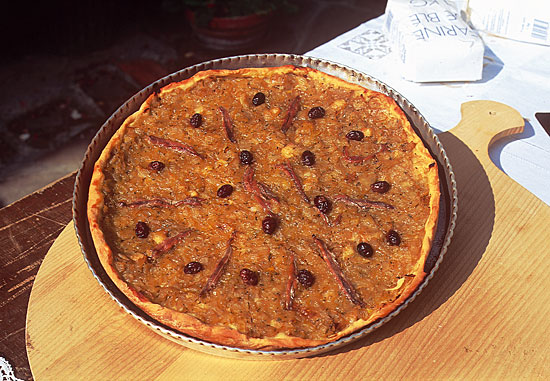
Pissaladiera

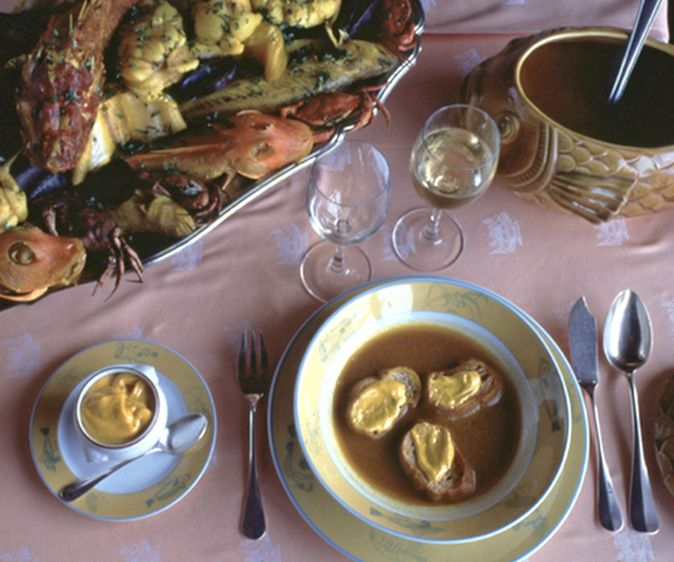
Bouillabaisse

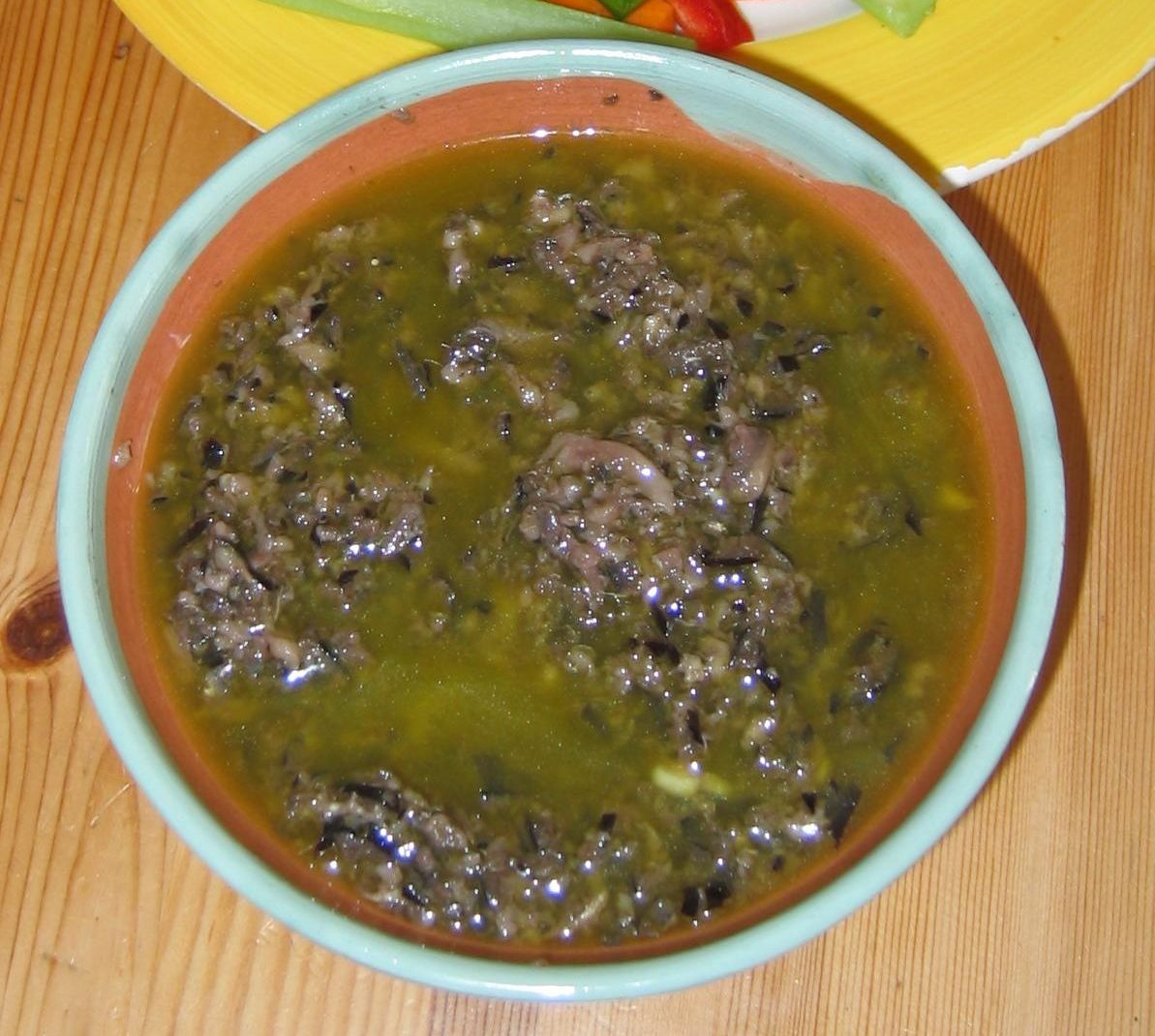
Anchoiada

La cucina occitana è la cucina tipica della regione francese dell'occitania. Fa parte della cucina mediterranea.

## Caratteristiche
A causa delle persecuzioni che hanno subito nel corso della loro storia, le comunità occitane sono state spesso costrette a vivere chiuse in sé stesse, e a preservare un'economia quasi esclusivamente agricola. La gastronomia occitana non si è molto diffusa all'infuori dei territori da essa occupati, e si caratterizza per le preparazioni semplici e basate su prodotti di montagna come, ad esempio, il latte, le castagne, le patate, carni secche e affumicate, cereali ed erbe rare. Inoltre, in tale cucina è rara la presenza del pomodoro.

## Piatti tipici
- Alhòli
- Ancholada
- Bouillabaisse
- Cassoulet
- Dunderet[1]
- Nogat
- Pasticcio di carne di Pézenas[2]
- Pastís bourrit
- Pissaladiera
- Ravioles[1]
- Rohla